# Naoya Uchida
Naoya Uchida (内田 直哉?, Uchida Naoya; Tokyo, 1º maggio 1953) è un attore e doppiatore giapponese.
È noto per aver doppiato Madara Uchiha in Naruto: Shippuden, Askeladd in Vinland Saga e Soichiro Yagami in Death Note. Ha impersonato ruoli minori in varie serie TV, debuttando nel 1972 per NHK Maboroshi no Satsui e continuando a recitare in teatro e in TV fino alla fine degli anni ‘90. Da allora ha incentrato la sua carriera come doppiatore.

## Anime
- Black Lagoon (Luak)
- Cobra the Animation (Cobra)
- Death Note (Soichiro Yagami)
- Dinosaur King (Dr. Spike Taylor)
- Dororo (Daigo Kagemitsu)
- Drifters (Oda Nobunaga)
- Getter Robo - The Last Day (Hayato Jin)
- Getter Robot Arc (Hayato Jin)
- Hunter × Hunter (serie 2011) (Nobunaga Hazama)
- Kaiji (Yūji Endō)
- Monster (Gaitel)
- Monster Rancher (Golem)
- Mai-HiME (John Smith)
- Mai-Otome (John Smith)
- Mobile Suit Gundam Unicorn (Otto Mitas)
- Mobile Suit Gundam: The Witch from Mercury (Delling Rembran)
- Monster Rancher (Golem)
- Naruto Shippuden (Madara Uchiha, L'uomo mascherato)
- One Piece (Doc Q)
- Shin Getter Robot contro Neo Getter Robot (Hayato Jin)
- Shin Getter Robo Re:Model (Hayato Jin)
- So Ra No Wo To (Hopkins)
- Solo Leveling (Matsumoto Shigeo)
- Übel Blatt (Barestar)[1]
- Vinland Saga (Askeladd)
- Why Does Nobody Remember Me in This World? (Zefven Vaken Hai)
- Witch Hunter Robin (Hiroshi Tōdō)
- Yu-Gi-Oh! GX (Maitre Parker)

## Film e serie televisive doppiati
- Anomalisa (Michael Stone)
- Armageddon - Giudizio finale (Harry Stamper)
- Castlevania (Dracula)
- E.R. - Medici in prima linea (Robert Romano)
- Harry Potter e la camera dei segreti (Gilderoy Allock)
- Malcom (Hal Wilkerson)
- High School Musical (papà di Troy)
- Kick-Ass (film) (Damon MacReady/Big Daddy)
- Cars - Motori ruggenti (Chick Hicks)
- Grindhouse - Planet Terror (Lt. Muldoon)
- Ritorno all'Isola che non c'è (Capitan Uncino)
- La strada per El Dorado (Tulio)
- Robots (Ratchet)
- Il sesto senso (Dr. Malcolm Crowe)
- House of Mouse - Il Topoclub (Capitan Uncino)
- Topolino & i cattivi Disney (Capitan Uncino)
- Mostri contro alieni (Dr. Cockaroach)

## Videogiochi
- Assassin's Creed II (Giovanni Auditore da Firenze)
- Granblue Fantasy (Tau'luk)
- Hunter × Hunter: Wonder Adventure (Nobunaga Hazama)
- J-Stars Victory Vs+ (Madara Uchiha)
- JoJo's Bizarre Adventure: All Star Battle (Cioccolata)
- JoJo's Bizarre Adventure: Eyes of Heaven (Cioccolata)
- Jump Force (Madara Uchiha)
- Kingdom Hearts Birth by Sleep (Capitan Uncino)
- Live A Live (Remake) (Caporale Darthe)
- Naruto Shippuden: Ultimate Ninja Storm 2 (L'uomo mascherato)
- Naruto Shippuden: Ultimate Ninja Impact (L'uomo mascherato)
- Naruto Shippuden: Ultimate Ninja Storm Generations (L'uomo mascherato)
- Naruto Shippuden: Ultimate Ninja Storm 3 (L'uomo mascherato, Madara Uchiha)
- Naruto Shippuden: Ultimate Ninja Storm Revolution (L'uomo mascherato, Madara Uchiha)
- Naruto Shippuden: Ultimate Ninja Storm 4 (L'uomo mascherato, Madara Uchiha)
- Naruto to Boruto: Shinobi Striker (Madara Uchiha)
- Naruto x Boruto Ultimate Ninja Storm Connections (L'uomo mascherato, Madara Uchiha)
- Ratchet: Gladiator (Ace Hardlight)
- Sakura Wars: So Long, My Love (Michael Sunnyside)
- Super Robot Wars Z2: Destruction Chapter (Hayato Jin)
- Super Robot Wars Z2: Rebirth Chapter (Hayato Jin)
- Super Robot Wars Z3: Hell Chapter (Otto Mitas, Hayato Jin)
- Super Robot Wars Z3: Heaven Chapter (Otto Mitas, Hayato Jin)
- Super Robot Wars V (Otto Mitas, Hayato Jin)
- Super Robot Wars T (Hayato Jin)
- Super Robot Wars 30 (Hayato Jin)
- Tactics Ogre: Reborn (Xaebos Ronsenbach)
- Uncharted 4: Fine di un ladro (Rafe Adler)

## Tokusatsu
- Denshi Sentai Denziman (DenjiGreen/Tatsuya Midorikawa)
- Engine Sentai Go-onger (Raiken/Rairaiken)